# میومی سومیه
میومی سومیه (انگلیسی: Mayumi Someya) کاراته‌کای ژاپنی است. وی در مسابقات کاراته قهرمانی جهان ۲۰۱۸ که در مادرید، اسپانیا برگزار شد، در کومیته تیمی زنان مدال نقره را بدست آورد. وی قرار است نماینده ژاپن در بازی‌های المپیک تابستانی ۲۰۲۰ در کاراته باشد.

## زندگی شخصی
او خواهر کوچکتر کایو سومیه است، که او نبز کاراته‌کا و عضو تیم ملی کاراته ژاپن است.